# Piz Motton
Piz Motton är en bergstopp i Schweiz.   Den ligger i regionen Moesa och kantonen Graubünden, i den sydöstra delen av landet, 150 km öster om huvudstaden Bern. Toppen på Piz Motton är 2 831 meter över havet, eller 80 meter över den omgivande terrängen. Bredden vid basen är 0,84 km.
Terrängen runt Piz Motton är huvudsakligen bergig. Runt Piz Motton är det mycket glesbefolkat, med 7 invånare per kvadratkilometer.. Närmaste större samhälle är Malvaglia, 19,8 km väster om Piz Motton. 
Trakten runt Piz Motton består i huvudsak av gräsmarker.